# Elecciones municipales del Cuzco de 1966
Las elecciones municipales del Cusco de 1966 se llevaron a cabo el 13 de noviembre de 1966 para elegir al alcalde y al Concejo Provincial del Cusco para el periodo 1967-1969. La elección se celebró simultáneamente con elecciones municipales en todo el país.

## Sistema electoral
La Municipalidad Provincial del Cusco es el órgano administrativo y de gobierno de la provincia del Cusco. Está compuesta por el alcalde y el Concejo Provincial.
La votación del alcalde y el concejo se realiza en base al sufragio universal alfabeto, que comprende a todos los ciudadanos nacionales y no nacionales mayores de veintiún años, empadronados y residentes en la provincia del Cusco y en pleno goce de sus derechos políticos.
El Concejo Provincial del Cusco está compuesto por 14 concejales elegidos por sufragio directo para un período de tres (3) años, en forma conjunta con la elección del alcalde (quien lo preside). La votación es por lista cerrada y bloqueada. Se asigna a cada lista los escaños según el método d'Hondt.

## Composición del Concejo Provincial del Cusco
La siguiente tabla muestra la composición del Concejo Provincial del Cusco antes de las elecciones.
| Partidos | Partidos                                                    | Concejales |
| -------- | ----------------------------------------------------------- | ---------- |
|          | Alianza Acción Popular - Democracia Cristiana               | 10         |
|          | Coalición Partido Aprista Peruano - Unión Nacional Odriísta | 4          |

## Partidos y candidatos
A continuación se muestra una lista de los principales partidos y alianzas electorales que participaron en las elecciones:
| Candidatura | Candidatura | Partidos y alianzas | Candidatos | Candidatos            | Ideología                                           | Resultado previo | Resultado previo | Ref. |
| Candidatura | Candidatura | Partidos y alianzas | Candidatos | Candidatos            | Ideología                                           | Votos (%)        | Con.             | Ref. |
| ----------- | ----------- | --- | ---------- | --------------------- | --------------------------------------------------- | ---------------- | ---------------- | ---- |
|             | AP–DC       | Lista - Alianza Acción Popular - Democracia Cristiana (AP–DC) – Acción Popular (AP) – Partido Demócrata Cristiano (DC)                          |            | Humberto Vidal Unda   | Liberalismo Humanismo Democracia cristiana          | 69.03%           | 10               |      |
|             | APRA–UNO    | Lista - Coalición Partido Aprista Peruano - Unión Nacional Odriísta (APRA–UNO) – Partido Aprista Peruano (APRA) – Unión Nacional Odriísta (UNO) |            | Carlos Chacón Galindo | Aprismo Conservadurismo social Populismo de derecha | 30.97%           | 4                |      |
|             | IND         | Lista - Lista Independiente Frente Democrático Independiente                                                                                    |            | José Valer Vargas     | Localismo cusqueño                                  | Nuevo            | Nuevo            |      |

## Resultados

### Sumario general
|                        |                                                                        |              |              |              |            |            |
| Partidos y coaliciones | Partidos y coaliciones                                                 | Voto popular | Voto popular | Voto popular | Concejales | Concejales |
| Partidos y coaliciones | Partidos y coaliciones                                                 | Votos        | %            | +/−          | Total      | +/−        |
|                        | Coalición Partido Aprista Peruano - Unión Nacional Odriísta (APRA–UNO) | 8,316        | 43.30        | +12.33       | 6          | +2         |
|                        | Alianza Acción Popular - Democracia Cristiana (AP–DC)                  | 7,729        | 40.24        | –28.79       | 6          | –4         |
|                        | Lista Independiente Frente Democrático Independiente                   | 3,161        | 16.46        | n/a          | 2          | +2         |
|                        |                                                                        |              |              |              |            |            |
| Total                  | Total                                                                  | 19,206       |              |              | 14         | ±0         |
|                        |                                                                        |              |              |              |            |            |
| Votos válidos          | Votos válidos                                                          | 19,206       | 88.77        | +3.16        |            |            |
| Votos en blanco        | Votos en blanco                                                        | 1,121        | 5.18         | –1.39        |            |            |
| Votos nulos            | Votos nulos                                                            | 1,308        | 6.05         | –1.78        |            |            |
| Votos emitidos         | Votos emitidos                                                         | 21,635       | n/a          | n/a          |            |            |
| Abstenciones           | Abstenciones                                                           | n/d          | n/a          | n/a          |            |            |
| Votantes registrados   | Votantes registrados                                                   | n/d          |              |              |            |            |
|                        |                                                                        |              |              |              |            |            |
| Fuente:                |                                                                        |              |              |              |            |            |

### Concejo Provincial del Cusco
| Cargo                         | Autoridad electa          | Partido político | Partido político                                     |
| ----------------------------- | ------------------------- | ---------------- | ---------------------------------------------------- |
| Alcalde Provincial del Cusco  | Carlos Chacón Galindo     |                  | Coalición APRA-UNO                                   |
| Regidor Provincial del Cusco  | Ruperto Figueroa Mendoza  |                  | Coalición APRA-UNO                                   |
| Regidora Provincial del Cusco | Laura Frisancho de Dueñas |                  | Coalición APRA-UNO                                   |
| Regidor Provincial del Cusco  | Rubén Pilares Tamayo      |                  | Coalición APRA-UNO                                   |
| Regidor Provincial del Cusco  | Rolando Ugarte Albarracín |                  | Coalición APRA-UNO                                   |
| Regidor Provincial del Cusco  | Alfredo Salas Morales     |                  | Coalición APRA-UNO                                   |
| Regidor Provincial del Cusco  | Raúl Castro Cáceres       |                  | Coalición APRA-UNO                                   |
| Regidor Provincial del Cusco  | José Tamayo Herrera       |                  | Alianza AP-DC                                        |
| Regidor Provincial del Cusco  | Guillermo Bellido Yabar   |                  | Alianza AP-DC                                        |
| Regidor Provincial del Cusco  | David Mejía Galindo       |                  | Alianza AP-DC                                        |
| Regidor Provincial del Cusco  | Giraldo San Román Mujica  |                  | Alianza AP-DC                                        |
| Regidor Provincial del Cusco  | Manuel Palma Huillcanina  |                  | Alianza AP-DC                                        |
| Regidora Provincial del Cusco | Aura Cosio de Cavassa     |                  | Alianza AP-DC                                        |
| Regidor Provincial del Cusco  | Luis Alcázar Castilla     |                  | Lista Independiente Frente Democrático Independiente |
| Regidor Provincial del Cusco  | René Aguilar Ballón       |                  | Lista Independiente Frente Democrático Independiente |

## Elecciones municipales distritales

### Resultados por distrito
La siguiente tabla enumera el control de los distritos de la provincia del Cusco.
| Distrito      | Alcalde(sa) titular     | Partido político | Partido político         | Alcalde(sa) electo(a)          | Partido político | Partido político                 |
| ------------- | ----------------------- | ---------------- | ------------------------ | ------------------------------ | ---------------- | -------------------------------- |
| Ccorca        | María Gamarra Calancha  |                  | Lista Independiente N° 5 | María Gamarra Calancha         |                  | Alianza AP-DC                    |
| Huanchac      | Sixto Bustamante Apaza  |                  | Alianza AP-DC            | Felicia Montúfar de Medrano    |                  | Alianza AP-DC                    |
| Poroy         | Juan Díaz López         |                  | Alianza AP-DC            | Domingo Echegaray del Castillo |                  | Coalición APRA-UNO               |
| San Jerónimo  | Claudio Vera Ormachea   |                  | Alianza AP-DC            | Luis Robles de Dávalos         |                  | Alianza AP-DC                    |
| San Sebastián | Enrique Castro Castillo |                  | Alianza AP-DC            | Benedicto Lovatón Chávez       |                  | Alianza AP-DC                    |
| Santiago      | Carlos Ruiz Caro        |                  | Alianza AP-DC            | Jorge Noriega Díaz             |                  | Alianza AP-DC                    |
| Saylla        | Faustino Terrazas Ccana |                  | Alianza AP-DC            | Luis Mojonero Quillahuamán     |                  | Frente Democrático Independiente |